# Tourville-sur-Sienne
Tourville-sur-Sienne è un comune francese di 791 abitanti situato nel dipartimento della Manica nella regione della Normandia.

## Società

### Evoluzione demografica
Abitanti censiti